# Хоэншвангау (замок)
Замок Хо́эншвангау (нем. Schloß Hohenschwangau, буквально: «Высокий лебединый край») — замок в южной Баварии поблизости от одноимённой деревни, районного центра Швангау и города Фюссен, чуть севернее границы с Австрией. Романтическая резиденция, расположенная прямо напротив замка Нойшванштайн, была построена королём Максимилианом II Баварским. Здесь вырос его знаменитый сын Людвиг.

## История
Первое упоминание крепости под именем Шванштайн относится к XII веку. Этот замок-крепость был построен рыцарями Швангау. Гильдбольд фон Швангау, один из первых известных нам рыцарей с этим именем, вошёл в историю как известный миннезингер и был увековечен в «Гейдельбергском песеннике». Рыцари рода Швангау были ленными людьми Вельфов, а позднее Гогенштауфенов, часто приезжавших в замок. Здесь жил, например, принц Конрадин, последний из Гогенштауфенов, казнённый в возрасте 16 лет в Неаполе.
В XVI веке род рыцарей Швангау пресёкся, и крепость стала постепенно разрушаться. Во время войны против Наполеона, в 1800 и 1809 годах, она была сильно повреждена. Кронпринц Баварии Максимилиан, будущий король Максимилиан II купил эти руины из-за прекрасной местности, и с 1832 по 1836 год замок был выстроен заново в средневековом вкусе, характерном для эпохи романтизма. Над реконструкцией 14 залов замка работали Мориц фон Швинд, Кристиан Рубен, Доменико Квальо и многие другие придворные художники.
Король Людвиг II провёл в этом замке большую часть жизни, здесь он принимал композитора Рихарда Вагнера, который никогда не бывал в замках Нойшванштайн и Херренкимзе. Мать короля, вдовствующая королева Мария, после смерти сына прожила в замке около трёх лет вплоть до смерти в 1889 году.
В начале XIX века у замков «Шванштайн» и «Фордер- и Хинтершвангау» поменялись имена. Первый стал Хоэншвангау, а второй — Нойшванштайном.
В 2024 году Хоэншвангау, совместно с замками Людвига II, стал кандидатом на включение в список объектов Всемирного наследия ЮНЕСКО.
|                    |  |                                                              |  |                   |
| Ноябрьским вечером |  | Замок и деревня Хоэншвангау. Справа — Шванзе, слева — Альпзе |  | Февральским утром |

## Внутреннее убранство[1]
Зал лебединого рыцаря. Эта бывшая столовая поражает прежде всего своей настенной живописью: здесь можно увидеть изображения из саги о лебедином рыцаре Лоэнгрине, которые однако не являлись иллюстрациями к опере Вагнера, написанной несколько позднее. Живописные полотна были задуманы Кристианом Рубеном, а исполнили их в 1835 году Михаэль Неер и Лоренцо Квальо.
Спальные покои королевы. Кронпринц Максимилиан посетил в 1833 году Турцию. Отсюда влияние турецкого стиля на обстановку спальни, в которой также присутствуют элементы романтического стиля. Турецкие канапе были подарены баварскому кронпринцу самим султаном. 

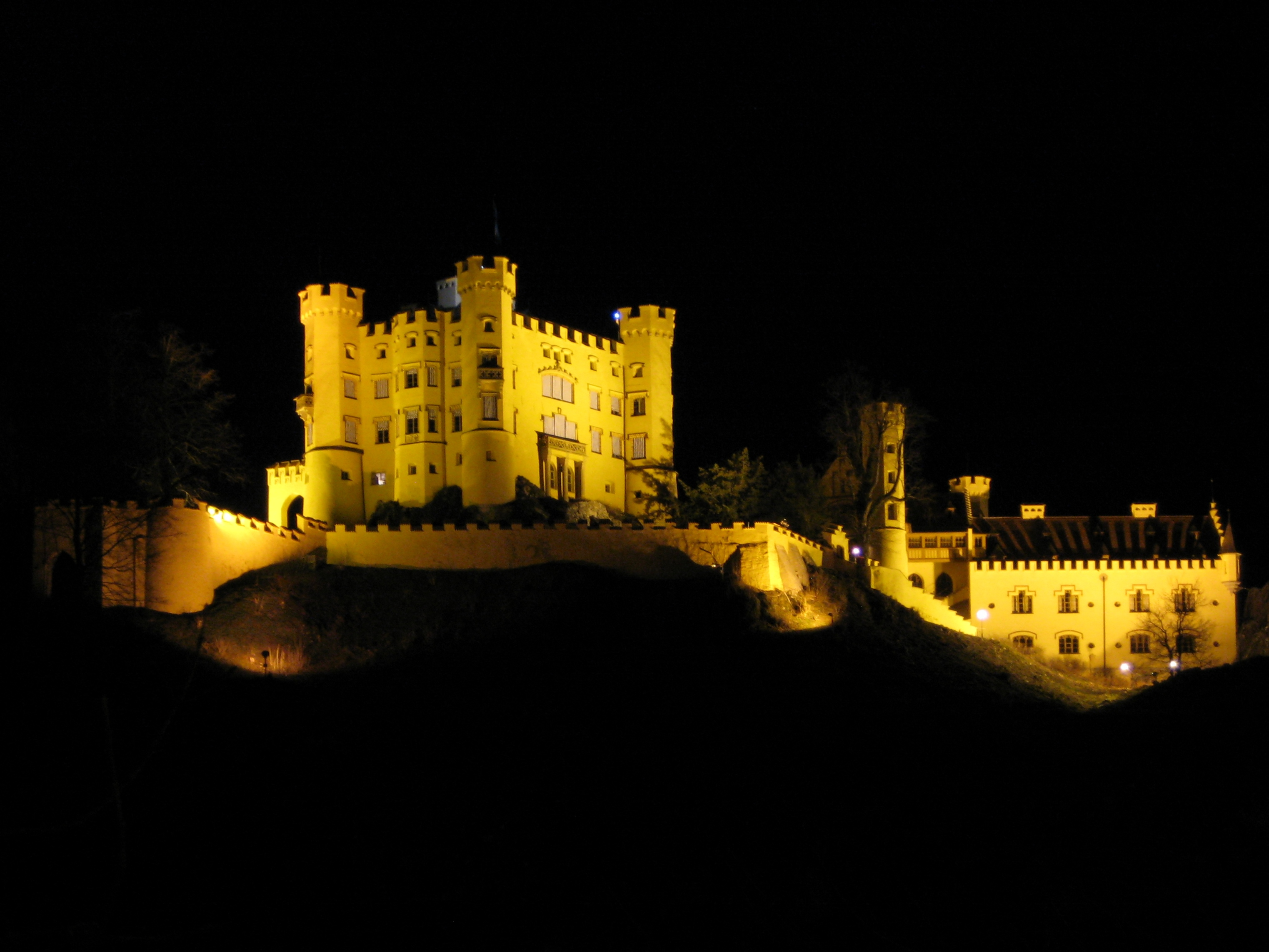
Ночная подсветка

Гостиная королевы Марии. Настенные картины в этой комнате посвящены не роду Виттельсбахов, а историческим сценам и судьбам старой крепости. Здесь изображены миннезингер Гильдбольд фон Швангау, принц Конрадин, последний представитель рода Гогенштауфенов, Мартин Лютер, реформатор церкви, а также простые люди, жившие раньше в этой крепости и связанные с её историей.
Зал героев. Картины этого торжественного зала отображают сагу о Велькине, которая является частью эпопеи о Дитрихе фон Берне. Сказание было потеряно в Германии, но позднее, благодаря норвежскому пересказу — Саге о Тидреке Бернском, стало вновь известно в XIII веке. Картины разработаны по проектам Морица фон Швиндт Людвига Линденшмита Старшего и исполнены такими художниками как Вильгельм Линденшмит Старший, Франц Ксавер Глинк, Гиссманн, Михаэль Неер и Адам.
Комната Гогенштауфена. Роспись этого помещения посвящена роду Гогенштауфенов. Между династиями Виттельсбахов и Гогенштауфенов существовала тесная связь. В этой комнате бросается в глаза фортепиано, так называемый «рояль Вагнера», сделанный из клёна. Король Людвиг II, будучи хорошим пианистом, часто просил Рихарда Вагнера сыграть что-либо из своих произведений. Домашнюю часовню в эркере Людвиг II оформил сам.
Нынешним собственником замка является Фонд Виттельсбахов. В замке проводятся экскурсии на разных языках, в том числе и на русском.